# 専門学校日本装飾美術学校
専門学校日本装飾美術学校（せんもんがっこうにほんそうしょくびじゅつがっこう）は、長野県富士見町にある私立専修学校。装飾美術に関する教育を行う。
2011年から休校している。

## 所在地
- 長野県諏訪郡富士見町富士見7872

## 設置科
- 環境工芸科
- 建築装飾科

その他、1年制の研究科が開設されている